# Iwashi Uri Koi Hikiami

Iwashi Uri Koi Hikiami (鰯賣戀曳網, Le Filet d'amour du marchand de sardines)) est une comédie du répertoire kabuki écrite par Yukio Mishima (三島 由紀夫). Représentée pour la première fois en novembre 1954 au théâtre Kabuki-za à Tokyo, elle est saluée pour sa « rafraichissante originalité ».

## Intrigue
Sarugenji (猿源氏), le marchand de sardines, est tombé amoureux de la courtisane de haut rang appelée Hotarubi. Toutefois, en raison de son humble position sociale, il semble n'avoir aucun espoir de jamais la rencontrer. En raison d'une heureuse rencontre de hasard avec son père, Ebina Namidabutsu, et son ami le marchand de chevaux Bakurourokurouzaemon, Sarugenji est en mesure de concevoir un plan afin de passer pour un samouraï du nom de Utsunomiya pour entrer dans le quartier de plaisir et courtiser Hotarubi. Le trio rencontre alors des difficultés pour faire monter Sarugenji sur le cheval à trois pattes de Bakurourokurouzaemon.
Pendant ce temps, les courtisanes de la maison de plaisir, dont Hotarubi, sont occupées à jouer à un jeu consistant à faire correspondre de la poésie sur des coquillages lorsqu'elles remarquent un étrange jardinier. Elles sont interrompues par l'arrivée d'Ebina du hanamichi. Il informe le propriétaire des lieux, Teishu, de l'arrivée imminente du « seigneur Utsunomiya ». À l'arrivée de Sarugenji sous son apparence de samouraï, il rencontre des difficultés avec les courtisanes, chacune le taquinant en prétendant être Hotarubi. Après l'entrée de la vraie Hotarubi, les courtisanes exigent du « seigneur Utsunomiya » qu'il leur raconte une histoire de bravoure. Sarugenji leur raconte une histoire pleine de jeux de mots sur les poissons puis sort lorsque Hotarubi se sent mal d'avoir bu trop de saké et le reste des courtisanes quitte la scène.
Sarugenji commence à parler de sardines en dormant. À son réveil, il est interrogé par Hotarubi et prétend que son cri de vendeur de sardines est en fait un poème. Hotarubi avoue alors qu'elle est en fait une princesse qui s'est enfuie de la maison pour courir après le cri d'un vendeur de sardines dont elle est tombée amoureuse. Alors qu'elle est sur le point de se suicider, Sarugenji (avec l'aide d'Ebina et Bakurourokurouzaemon) parvient à la convaincre qu'il est en fait le vendeur de sardines qu'elle recherche. Au moment où Sarugenji déclare qu'il veut l'épouser, Teishu leur rappelle qu'il lui est dû deux cents ryō pour la rançon de Hotarubi.
Soudain, l'étrange jardinier de tout à l'heure arrive sur scène, tenant captifs les obligés de Sarugenji. Il semble qu'il s'agit en fait de Jirota, un samouraï au service des parents de Hotarubi, venu payer sa rançon. Hotarubi lui ordonne de donner deux cents ryō à Teishu pour sa rançon, cinquante ryō à Bakurourokurouzaemon pour le cheval et qu'il transmette un message à ses parents. Ayant manqué à son devoir de la sauver, Jirota tente de commettre seppuku mais son épée est apparemment trop rouillée pour qu'il y parvienne. La pièce se termine heureusement tandis que Sarugenji et Hotarubi sortent par le hanamichi pour se marier.

## Source de la traduction
- (en) Cet article est partiellement ou en totalité issu de l’article de Wikipédia en anglais intitulé « Iwashi Uri Koi Hikiami » (voir la liste des auteurs).